# Komturia tucholska

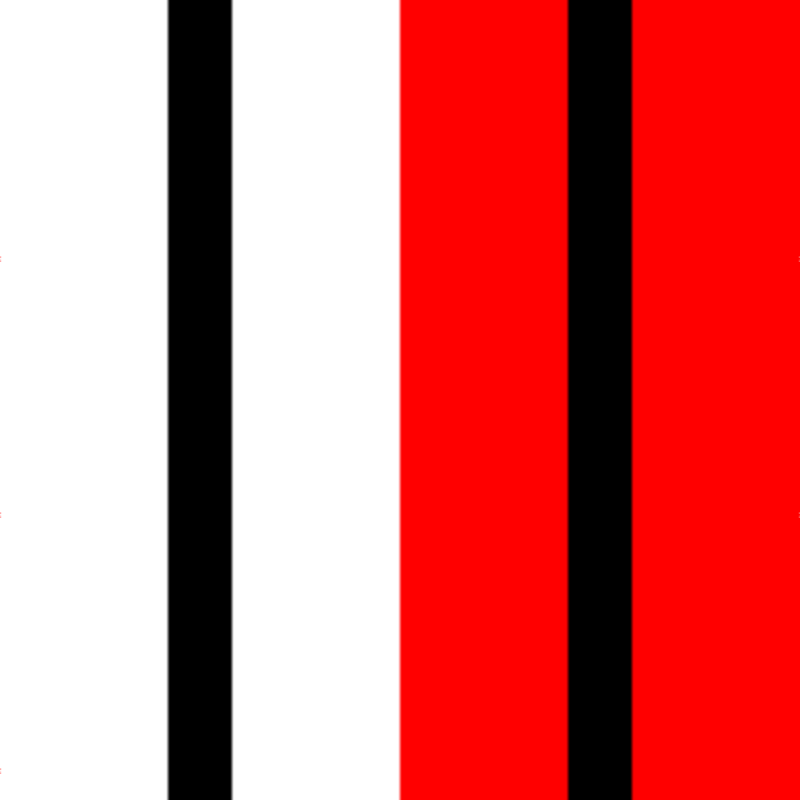
Chorągiew komturstwa tucholskiego

Komturia tucholska powstała około 1330 roku jako ostatnia z utworzonych na terenie Pomorza Gdańskiego i istniała do zawarcia II pokoju toruńskiego. Oprócz szerokich okolic Tucholi w granicach komturii znalazły się Brusy, Czersk, Swornegacie, Leśno, Wiele, Piechowice k/Kościerzyny oraz Odry czy Łąg. Z czasów komturstwa swą nazwę wywodzi także miejscowość Wdzydze Tucholskie położona nad brzegiem Jeziora Wdzydze. Dzieliło się na dwa klucze zaborski z siedzibą w Kosobudach oraz polny. Siedzibą komtura był zamek w Tucholi.

## Komturzy tucholscy
- Dietrich von Lichtenhain – 1330–1343
- Konrad Vullekop – 1344–1346
- Friedrich von Spira – 1347–1348
- Konrad Vullekop – 1349–1353
- Albrecht von Leesten – 1354–1356
- Siegfried von Gerlachsheim – 1356–1370
- Baldwin von Frankenhofen – 1374–?
- Heinrich von Bullendorf – 27 października 1376 – 17 maja 1383
- Rüdiger von Elner - 1383 – 7 stycznia 1396
- Konrad von Eltz - 1396–1397
- Johann von Streifen - 1397–1404
- Heinrich von Schwelborn - 1404 – 15 lipca 1410
- Simon von Langschenkel - 1410–1411
- Paul Rulman von Dadenberg - 1411 – 21 maja 1413
- Paul Bellitzer von Russdorff - 1413–1415
- Michael von Nesse - 1415–1417
- Friedrich von Wilsdorff - 1417–1420
- Ulrich Zenger - 1420 – 23 maja 1421
- Johann von Menden - 1421 – 19 listopada 1422
- Jost von Hochenkirchen – 1423–1431
- Johann von Stockheim - 1431 – 6 listopada 1438
- Johann von Gor - 1438-?
- Leonhard von Parsberg - ?? –11 kwietnia 1441
- Heinrich von Rabenstein – 3 kwietnia 1441 – 9 grudnia 1446
- Georg von Kottenheim - 1446–1454